# Обергургль
Обергургль (нім. Obergurgl) — село та гірськолижний курорт в Австрії у федеральній землі Тіроль. Обергургль є частиною гірськолижної курортної зони Гургль-Гохгургль в південній частині Ецтальської долини.

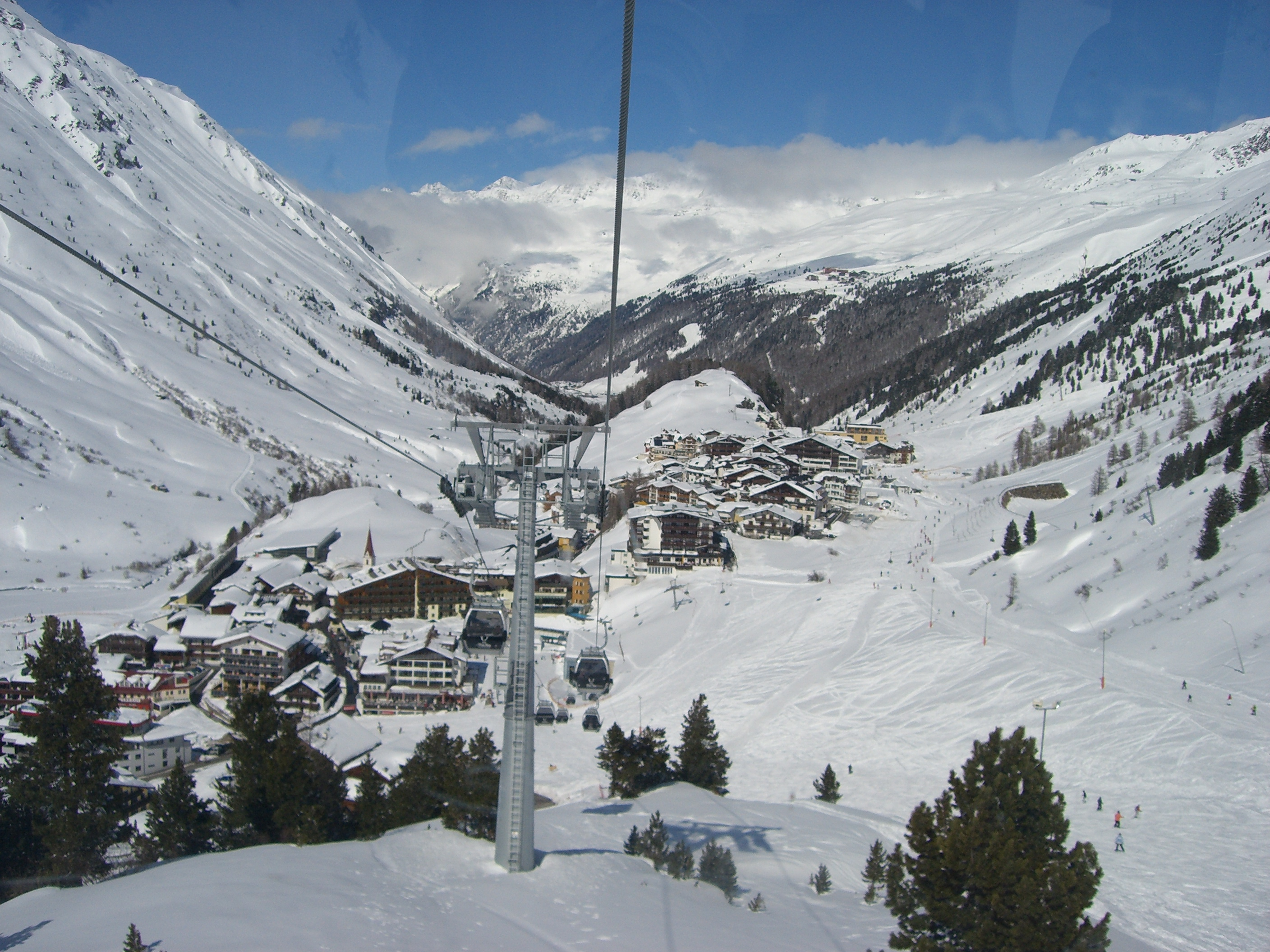

Село отримало популярність, коли в 1931 році під час історичного польоту на повітряній кулі, у ході якого людина вперше піднявся в стратосферу, швейцарський дослідник Огюст Пікар здійснив вимушену посадку на сусідньому льодовику

## Визначні пам'ятки
У Обергурглі на висоті 1930 м над рівнем моря знаходиться найвисокогірніша церква в Австрії. Церква була заснована в 1737 році, а в 1967 році церква була добудована за проектом архітектора Клеменса Хольцмайстера.

## Клімат
Село знаходиться у зоні, котра характеризується субарктичним кліматом. Найтепліший місяць — липень із середньою температурою 10.7 °C (51.3 °F). Найхолодніший місяць — лютий, із середньою температурою -5.1 °С (22.8 °F).
| Клімат Обергургля       | Клімат Обергургля | Клімат Обергургля | Клімат Обергургля | Клімат Обергургля | Клімат Обергургля | Клімат Обергургля | Клімат Обергургля | Клімат Обергургля | Клімат Обергургля | Клімат Обергургля | Клімат Обергургля | Клімат Обергургля | Клімат Обергургля |
| Показник                | Січ.              | Лют.              | Бер.              | Квіт.             | Трав.             | Черв.             | Лип.              | Серп.             | Вер.              | Жовт.             | Лист.             | Груд.             | Рік               |
| Абсолютний максимум, °C | 9,2               | 11                | 11,7              | 13,7              | 20,5              | 24                | 26,7              | 25,5              | 23                | 19,5              | 15,1              | 10                | 26,7              |
| Середній максимум, °C   | −1                | −0,1              | 2,1               | 4,5               | 9,7               | 13,2              | 16,1              | 15,9              | 12,6              | 8,6               | 2,5               | −0,3              | 7                 |
| Середня температура, °C | −5                | −5,1              | −3                | −0,2              | 5                 | 8,2               | 10,7              | 10,4              | 7,1               | 3,6               | −1,8              | −4,1              | 2,2               |
| Середній мінімум, °C    | −8                | −8,3              | −6,2              | −3,5              | 1,3               | 4                 | 6,4               | 6,6               | 3,7               | 0,5               | −4,6              | −7                | −1,3              |
| Абсолютний мінімум, °C  | −28               | −23,4             | −25,5             | −15,7             | −10,7             | −3,3              | −1,3              | −1,8              | −5,5              | −12,2             | −19,2             | −23,6             | −28               |
| Норма опадів, мм        | 48.2              | 42.3              | 59.3              | 61.5              | 79.6              | 90.6              | 91.4              | 88                | 60.9              | 73.8              | 66.6              | 57                | 819.2             |
| Днів з опадами          | 6,7               | 4                 | 5,1               | 5,3               | 8,7               | 5,3               | 7                 | 6,3               | 6,1               | 7,2               | 6,8               | 7,1               | 75,6              |
| ----------------------- | ----------------- | ----------------- | ----------------- | ----------------- | ----------------- | ----------------- | ----------------- | ----------------- | ----------------- | ----------------- | ----------------- | ----------------- | ----------------- |
| Джерело: Weatherbase    |                   |                   |                   |                   |                   |                   |                   |                   |                   |                   |                   |                   |                   |

## Природний парк Ецталь
З навколишніх пам'яток цікавим є природний парк Ецталь (нім. Naturpark Oetztal), який вважається одним з наймолодших парків Австрії — парк був заснований в 2006 році. На його території розташовані кедрові ліси, біосферний заповідник «Гургльскій хребет» (нім. Biosphärenpark Gurgler Kamm) і озеро Пібург (нім. Piburg).
Озеро Пібург, розташоване в самому серці парку на висоті 915 метрів над рівнем моря, вважається найтеплішим для купання у всій Австрії — адже в літній період його температура досягає 25 градусів.
Територія парку охоплює близько 380 квадратних метрів альпійської місцевості, третина якої покрита льодовиками і горами. А живуть тут і альпійські тритони, і північні пугачі і бабаки. У 1991 році на території парку на висоті 3200 м була виявлена крижана мумія людини епохи халколіта, що отримала назву «Етці» і вважається найстарішою мумією людини, виявленої в Європі. В даний час мумія виставлена в Південнотірольскому музеї археології в Больцано (Італія).

## Траси Обергургля
У 1997 році восьмимісна канатна дорога Top-Express з'єднала раніше незалежні області Хохгургль і Обергургль, утворивши єдиний регіон катання з 110 км трас і 24 підйомниками. В об'єднаній зоні катання обладнано 35 км синіх, 55 км червоних і 20 км чорних трас.